# Fritz Kaiser (Unternehmer)
Fritz Kaiser (* 22. März 1955 in Liechtenstein) ist ein Finanzunternehmer, Investor und Philanthrop aus dem Fürstentum Liechtenstein. Er ist Mitbegründer und Chairman von Kaiser Partner, einer Wealth-Management-Gruppe mit Sitz in Vaduz. Die Gruppe betreut mit über 200 Mitarbeitenden rund 25 Milliarden an Kundenvermögen. Zur Gruppe gehören unter anderem die Kaiser Partner Privatbank sowie spezialisierte Tochterfirmen für Trust Services, Portfoliomanagement, Investment Controlling. Kaiser Partner entstand Anfang 2006 aus der Fusion der Fritz Kaiser Gruppe und der Ritter & Partner Holding und ist heute eines der führenden Wealth-Management-Unternehmen im Fürstentum Liechtenstein.

## Leben
Fritz Kaiser ist in zweiter Ehe verheiratet mit Birgit und hat aus erster Ehe zwei und aus der Ehe mit Birgit zwei Kinder. Kaiser machte neben seiner schulischen Ausbildung eine Sportler-Karriere als Judoka, die ihn bis zu den Olympischen Sommerspielen 1976 in Montreal führte. Kaiser ist sozial stark engagiert. Er ist Mitbegründer und Trustee der Mentor Foundation, die 1994 an der UNO-Generalversammlung in Genf zur Drogenprävention für junge Menschen ins Leben gerufen wurde. Die aktuelle Schirmherrin der Organisation ist Königin Silvia von Schweden. Fritz Kaiser ist Mitglied des Weltwirtschaftsforums (WEF) in Davos. Er ist ausserdem ein Sammler von zeitgenössischer Chinesischer Kunst und von Sportautos aus den 1950er und 1960er Jahren und nimmt regelmässig an Classic-Car-Rallyes teil.

## Karriere
Kaiser absolvierte die Handelsakademie in Feldkirch/Österreich und  begann 1977 seine berufliche Laufbahn bei der Präsidial-Anstalt, eine der führenden Treuhandgesellschaften des Fürstentums. 1982 gründete er die Fritz Kaiser Group und betreute vermögende Privatkunden, Unternehmer und international bekannte Persönlichkeiten aus der Sport- und Kunstwelt in finanziellen Belangen. 1990 kaufte Fritz Kaiser das Kreditkartenunternehmen Diners Club (Schweiz und Liechtenstein) und wurde Mitglied des Diners Club International Strategic Council bei der Lizenzgeberin Citibank. 1999 verkaufte er dieses Unternehmen an die Citibank. 1995 wurde Kaiser Mitinhaber des Schweizer Formel-1-Rennstalls Sauber, dessen Vorsitzender er zwischen 1997 und 1999 war. In dieser Zeit holte er den Energydrinkhersteller Red Bull an Bord, brachte die malaiische Erdölgesellschaft Petronas als Hauptsponsor zum Schweizer Formel 1 Team und entwickelte die Motorenpartnerschaft mit Ferrari. 1999 verkaufte er seinen Anteil am Rennstall an seine Partner Peter Sauber und Dietrich Mateschitz (Red Bull).

## Kaiser Partner
2006 fusionierte die Fritz Kaiser Group mit der Ritter & Partner Holding von Dr. Peter Ritter. 2010 übernahm Fritz Kaiser im Zuge der Pensionierung von Peter Ritter dessen Anteil an der Kaiser Ritter Partner Gruppe. Der neue Eigentümer und Executive Chairman schärfte den strategischen Fokus der Gruppe und konzentrierte sich auf das Kerngeschäft in der Vermögensberatung. Kaiser Partner bietet heute umfassende Finanzdienstleistungen für vermögende Familien und Unternehmer. Die Gruppe vereint die Präsidial-Anstalt, eine Privatbank sowie einen bei der amerikanischen Börsenaufsicht SEC registrierten Investment Advisor und weitere Beratungs- und Serviceunternehmen unter einem Dach. Kaiser Partner beschäftigt rund 110 Mitarbeitende am Hauptsitz in Vaduz und in Zürich. Die Gruppe betreut Vermögenswerte in Höhe von rund 25 Milliarden Franken.

## Kaiser Beteiligungen Holding
Fritz Kaiser gründete 2010 die Kaiser Beteiligungen Holding. Die Muttergesellschaft von Kaiser Partner hat in den vergangenen Jahren in neue Unternehmen investiert. 2013 übernahm die Holding das IT-Unternehmen Ringier Studios des Medienverlags Ringier. Das Unternehmen firmiert neu unter 21iLab und unterhält Standorte in Vaduz und Mailand. 21iLab entwickelt Apps, Webseiten und interaktive Werbemittel für mobile Geräte. Im Januar 2015 übernahm die Beteiligungsgesellschaft ein Offshore-Windpark-Projekt in der deutschen Ostsee. Dabei ist der Bau eines 500-Megawatt-Windparks mit über 60 Windrädern geplant. 2013 wurde The Classic Car Trust gegründet. Die Firma erbringt Dienstleistungen für Halter und Sammler von klassischen Fahrzeugen. The Classic Car Trust ist auch Sponsor des Oldtimer-Wettbewerbs „Mille Miglia“ in Italien.

## Auszeichnungen
Fritz Kaiser setzt sich seit längerer Zeit mit Fragen des verantwortungsvollen Umgangs mit Vermögen auseinander. Er initiierte den "Private Wealth Council", welches sich mit diesem Thema befasst. Darüber hinaus war er massgeblich an der sogenannten " Liechtenstein-Erklärung" vom März 2009 beteiligt, womit Liechtenstein den Paradigmenwechsel zur internationalen Kooperation bei Steuerdelikten eingeleitet hatte. Zudem leistete Kaiser einen initialen Beitrag bei der Entwicklung der Liechtenstein Disclosure Facility (LDF). Das Abkommen zwischen Liechtenstein und Grossbritannien gewährte Steuerpflichtigen des Vereinigten Königreichs vorteilhafte Konditionen zur Deklaration ihrer Vermögenswerte. Seine besonderen Verdienste für das Fürstentum Liechtenstein wurden im Herbst 2015 mit der Verleihung des Komturkreuzes des Fürstlich Liechtensteinischen Verdienstordens gewürdigt. Kaiser ist zudem für seine wegweisenden Initiativen in der Finanzbranche mehrfach ausgezeichnet worden. 2011 erhielten Kaiser und sein Verwaltungsratskollege Philip Marcovici den Spear´s Magazine Award for „Wealth Management Innovator of the Year“. Im März 2015 wurde Kaiser an den WealthBriefing Swiss Awards in Genf in der Kategorie „Outstanding Contribution to Wealth Management Thought Leadership“ ausgezeichnet.